# Albertini Cesare
Albertini Cesare ist ein italienischer Hersteller von Aluminium-Druckgussteilen. Das Unternehmen gehört der Familie von Gabriele Albertini.
Albertini Cesare stellt Gehäuse für Getriebe, Lenkungen, Kompressoren etc. her. Zu den Abnehmern gehören fast alle Autohersteller. Dazu gehörten mit Stand 2012/13 sämtliche Automodelle auf Basis des Modularen Querbaukastens und des PQ36, der BMW 1er–4er, Ford-Modelle mit dem 1,5-l-EcoBoost-Motor, einige Modelle auf Basis der Fiat Small-Plattform, PSA-Modelle mit dem DV6-Motor sowie einige Automodelle von Nissan. Außerdem verwenden Pierburg-Öl- und Wasserpumpen sowie BorgWarner-Turbolader Gehäuse von Albertini Cesare.
Die Firma besitzt Werke in Turate, Cormano, Villasanta und Quero.
Wirtschaftliche Probleme bei dem Unternehmen führten 2017 dazu, dass es die Lieferung von Gehäusen für Bosch-Lenkgetriebe einstellte, was einen Produktionsstopp bei BMW auslöste.
Als Konsequenz plant Bosch, die Firma zu übernehmen.